# Siófok KC
Le Siófok KC est un club hongrois de handball féminin de la ville de Siófok.

## Palmarès
compétitions internationales'
- Ligue européenne/Coupe de l'EHF
  - vainqueur en 2019
  - finaliste en 2021

compétitions nationales
- Troisième du championnat de Hongrie (2) : 2012, 2019
- Troisième de la Coupe de Hongrie (1) : 2014

## Effectif

### Saison 2021-2022
| Gardiennes de but - 16 Maja Vojnović - 77 Kincső Csapó - 99 Lili Herczeg Ailières droites - 08 Simone Böhme - 23 Nelly Such Ailières gauches - 55 Kíra Wald - 57 Szidónia Puhalák Pivots - 17 Katarina Ježić | Arrières gauches - 21 Simona Szarková - 44 Laura Lapos - 15 Kinga Debreczeni-Klivinyi Demi-centres - 07 Malin Holta - 20 Rita Lakatos - 20 Fanni Juhász Arrières droites - 28 Nikolett Kiss - 88 Anđela Janjušević Staff - Entraîneur : Uroš Bregar |

### Transferts
| Arrivées 2022 - Marina Rajčić, gardienne de but, en provenance de Kastamonu Bld. GSK - Dejana Milosavljević, demi-centre, en direction de ŽRK Podravka Koprivnica - Hawa N'Diaye, pivot, en direction de Toulon Métropole Var Handball - Dounia Abdourahim, arrière gauche, en provenance de Toulon Métropole Var Handball | Départ 2022 - Malin Holta, demi-centre, en direction de Toulon Métropole Var Handball - Simone Böhme (RW, en direction de Kastamonu Bld. GSK - Katarina Ježić, pivot, en direction de Kastamonu Bld. GSK - Simona Szarková, arrière gauche - Maja Vojnovic, gardienne de but |

## Joueuses célèbres
Parmi les joueuses ayant évolué au club, on trouve :
- Macarena Aguilar (2015-2016)
- Camille Aoustin (2017-2021)
- Bernadett Bódi (2011-2012)
- Simone Böhme (2017-2022)
- Chloé Bulleux (2016-2017)
- Sanja Damnjanović (depuis 2017)
- / Asma Elghaoui (2015-12/2016 et 2017-2019)
- Marie-Paule Gnabouyou (9-12/2017)
- Melinda Geiger (12/2017-02/2019)
- Mireya González (2018-2019)
- Katarina Ježić (2016-2022)
- Tatiana Khmirova (2018-2019)
- Andrea Kobetić (2018-2021)
- Lara González Ortega (2015-2016)
- Nina Müller (2014–2015)
- Estelle Nze Minko (2016-2019)
- Daniela Piedade (2014-2016)
- Andrea Šerić (2012-2013)
- Silje Solberg (2018-2020)
- Karoline de Souza (...-2012)
- Krisztina Triscsuk (2016-2018)

## Identité visuelle

?-?
?-?
Actuellement